# Stella Artois Championships 2001
Stella Artois Championships 2001 — тенісний турнір, що проходив на трав'яних кортах у Лондоні, Велика Британія з 11 червня . Належав до категорії ATP International Series, був турніром серії Queen's Club Championships 2001 року.

## Фінальна частина

### Одиночний розряд
Ллейтон Г'юїтт —  Тім Генман 7–6(7–3), 7–6(7–3)

### Парний розряд
Боб Браян /  Майк Браян —  Ерік Тайно /  Девід Вітон 6–3, 3–6, 6–1